# 洪輝祥
洪輝祥（1963年—），東吳大學社會學碩士，曾任屏東縣屏榮商工輔導主任及教師、臺灣環境保護聯盟屏東分會會長、第十六屆臺灣綠黨中央執行委員兼共同召集人。長期致力環境保護，辭教職創辦「綠農的家」推廣有機農業。

## 事件
2018年10月5日，行政院院長賴清德表示，如果行政院環境保護署通過台灣中油第三天然氣接收站興建案環境影響評估，天然氣發電能滿足電力需求，行政院會同意經濟部重新評估要不要興建深澳發電廠。2018年11月23日，洪輝祥表示，大潭藻礁生態系七千五百年來守護台灣，未來還要哺育台灣無數的下一代；民主進步黨卻要摧毀大潭藻礁，是「毀棄台灣內涵的外來統治者」，這種政黨號稱「本土」，是對「本土」最大的侮辱。
2020年9月8日，洪輝祥公開反對蔡英文政府開放進口美國瘦肉精豬肉，批評蔡英文政府急著討好美國、像是美國兒皇帝。

## 外部連結
- 臺灣環境保護聯盟各地分會 （页面存档备份，存于）
- 洪輝祥 捍衛土地的鬥士 （页面存档备份，存于）